# William S. Gray
Pour les articles homonymes, voir William Gray et Gray.

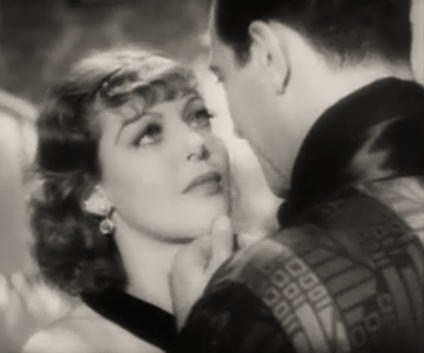
Rose de minuit (1933) :
Loretta Young et Ricardo Cortez

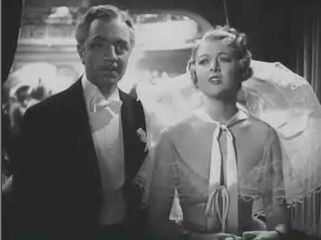
Le Grand Ziegfeld (1936) :
William Powell et Myrna Loy

William Sylvester Gray, né le 26 août 1896 à New York (Arrondissement de Manhattan, État de New York) et mort le 16 décembre 1946 à Los Angeles (Californie), est un monteur américain, connu comme William S. Gray.

## Biographie
William S. Gray est monteur à la MGM sur trente-cinq films américains, les quatre premiers sortis en 1929 (dont Indomptée de Jack Conway, avec Joan Crawford et Robert Montgomery).
Suivent notamment Une femme survint de John Ford (1932, avec Wallace Beery et Karen Morley), Rose de minuit de William A. Wellman (1933, avec Loretta Young et Ricardo Cortez) et Le Grand Ziegfeld de Robert Z. Leonard (1936, avec William Powell et Myrna Loy), qui lui vaut son unique nomination à l'Oscar du meilleur montage (non gagné).
Le dernier film qu'il monte est Everybody Sing d'Edwin L. Marin (1938, avec Judy Garland et Allan Jones), après lequel il se retire.
William S. Gray meurt prématurément en 1946, à 50 ans.

## Filmographie partielle
- 1929 : Madame X (titre original) de Lionel Barrymore
- 1929 : Hollywood chante et danse (The Hollywood Revue of 1929) de Charles Reisner
- 1929 : Indomptée (Untamed) de Jack Conway
- 1930 : Adieu Madrid (In Gay Madrid) de Robert Z. Leonard
- 1930 : Way Out West de Fred Niblo
- 1931 : Pur-sang (Sporting Blood) de Charles Brabin
- 1931 : Gentleman's Fate de Mervyn LeRoy
- 1931 : Élection orageuse (Politics) de Charles Reisner
- 1931 : Stepping Out de Charles Reisner
- 1931 : Flying High de Charles Reisner
- 1932 : Grand Cœur (Divorce in the Family) de Charles Reisner de Charles Reisner
- 1932 : Une femme survint (Flesh) de John Ford
- 1932 : Unashamed de Harry Beaumont
- 1932 : Le Plombier amoureux (The Passionate Plumber) d'Edward Sedgwick
- 1933 : The Chief de Charles Reisner
- 1933 : Rose de minuit (Midnight Lady) de William A. Wellman
- 1933 : Les Pantins (Broadway to Hollywood) de Willard Mack
- 1934 : Le Mystère du rapide (Murder in the Private Car) d'Harry Beaumont
- 1934 : The Show-Off de Charles Reisner
- 1934 : Les Amants fugitifs (Fugitive Lovers) de Richard Boleslawski
- 1935 : It's in the Air de Charles Reisner
- 1935 : Baby Face Harrington de Raoul Walsh
- 1936 : Le Grand Ziegfeld (The Great Ziegfeld) de Robert Z. Leonard
- 1937 : My Dear Miss Aldrich de George B. Seitz
- 1938 : Everybody Sing d'Edwin L. Marin

## Récompenses et distinctions
- 1937 : Nomination à l'Oscar du meilleur montage, pour Le Grand Ziegfeld.